# Rusko sveučilište prijateljstva naroda
Rusko sveučilište prijateljstva naroda (ruski Российский университет дружбы народов, РУДН, Rossiysky universitet druzhby narodov), ruska je državna obrazovna i istraživačka institucija. Jedno je od većih ruskih sveučilišta. Sovjetska vlada osnovala je Rusko sveučilište prijateljstva naroda 5. veljače 1960. godine kako bi pružilo visoko obrazovanje studentima trećega svijeta, a nalazi se u Moskvi. Mnogi studenti iz razvijenih zemalja također su pohađali sveučilište. U razdoblju od 1961. do 1992. godine sveučilište je imenovano po Patriceu Lumumbi i nosilo je naziv Universitet druzhby narodov imeni Patrisa Lumumby. Trenutačni rektor sveučilišta je Oleg Aleksandrovič Yastrebov.

## Vanjske poveznice
- Peoples' Friendship University of Russia Ranking 2019-2020 - Center for World University Rankings (CWUR) (engl.)